# (73674) 1988 BN5
(73674) 1988 BN5 – planetoida z pasa głównego asteroid okrążająca Słońce w ciągu 5,62 lat w średniej odległości 3,16 j.a. Odkryta 28 stycznia 1988 roku.